# Sulfoacetaldehid dehidrogenaza (acilacija)
Sulfoacetaldehid dehidrogenaza (acilacija) (EC 1.2.1.81, SauS) je enzim sa sistematskim imenom 2-sulfoacetaldehid:NADP+ oksidoreduktaza (KoA-acetilacija). Ovaj enzim katalizuje sledeću hemijsku reakciju
2-sulfoacetaldehid + KoA + NADP+ {\displaystyle \rightleftharpoons } sulfoacetil-KoA + NADPH + H+
The enzim učestvuje u degradaciji sulfoacetata. U ovom putu je reakcija katalizovana u suprotnom smeru. Enzim je specifičan za sulfoacetaldehid i NADP+.

## Literatura
- Nicholas C. Price; Lewis Stevens (1999). Fundamentals of Enzymology: The Cell and Molecular Biology of Catalytic Proteins (Third изд.). USA: Oxford University Press. ISBN 019850229X.
- Eric J. Toone (2006). Advances in Enzymology and Related Areas of Molecular Biology, Protein Evolution (Volume 75 изд.). Wiley-Interscience. ISBN 0471205036.
- Branden C; Tooze J. Introduction to Protein Structure. New York, NY: Garland Publishing. ISBN 0-8153-2305-0.
- Irwin H. Segel. Enzyme Kinetics: Behavior and Analysis of Rapid Equilibrium and Steady-State Enzyme Systems (Book 44 изд.). Wiley Classics Library. ISBN 0471303097.

## Spoljašnje veze
- Sulfoacetaldehyde+dehydrogenase+(acylating) на 